# Jodel (avions)
Ne doit pas être confondu avec Yodel.
Pour les articles homonymes, voir Jodel.

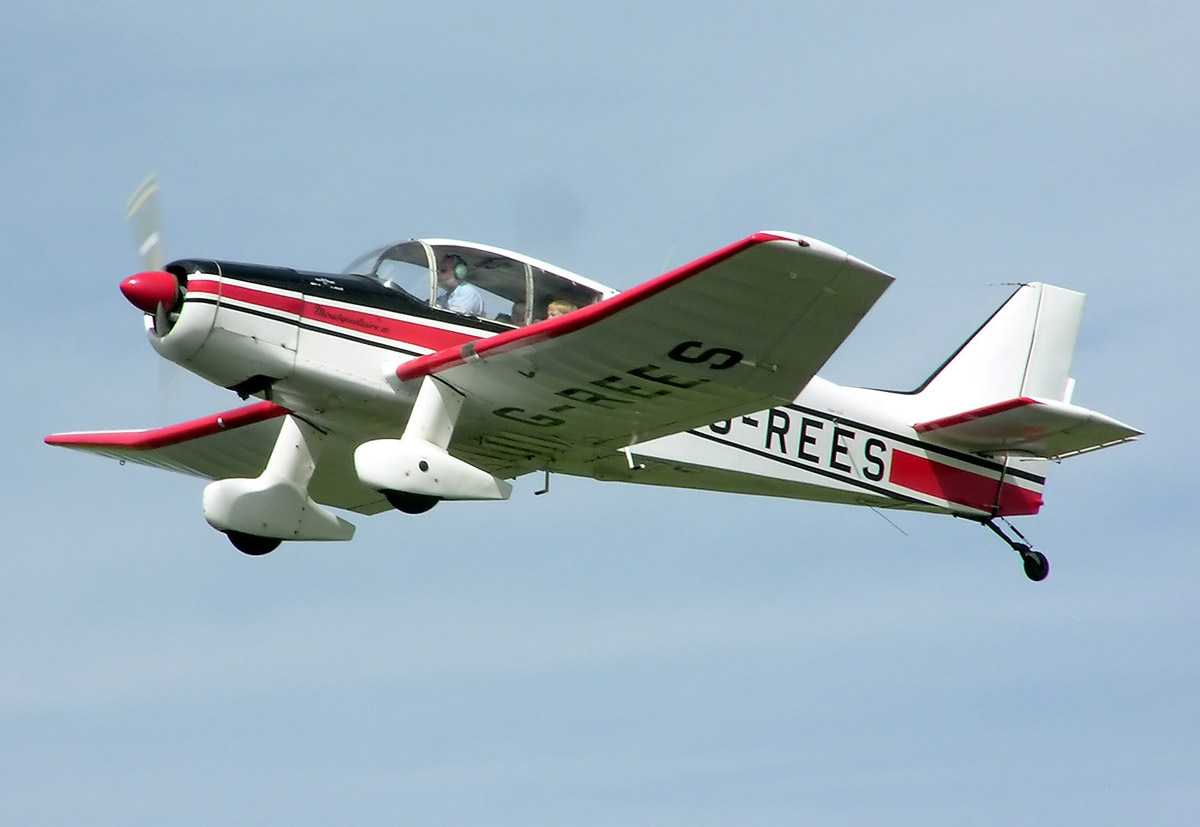
Jodel D140C Mousquetaire de 1965.

Les Jodel sont des avions de tourisme monomoteurs français. Le nom « Jodel » vient des deux créateurs de l'entreprise, « Jo » pour Édouard Joly, pilote, constructeur amateur, agriculteur de son état, et « del » pour son gendre, Jean Délémontez, mécanicien avion, ingénieur autodidacte.
Jean Délémontez commence à concevoir sérieusement des avions en 1941 (D1…) lorsqu'il est à l'Atelier industriel de l'aéronautique (AIA) à Blagnac, comme passe-temps, en plus de son travail. En 1942, Délémontez va s'installer chez Édouard Joly, pour officiellement faire la maintenance de machines agricoles. Les deux hommes se connaissent d'avant la guerre, Joly avait construit un Pou-du-ciel d'Henri Mignet (le HM-14), Délémontez était venu le voir à Beaune, ils avaient alors sympathisé. Durant cette période, Délémontez travaille peu sur les tracteurs, mais beaucoup sur ses projets.

## Société Jodel
En 1946, ils créent tous les deux la Société des avions Jodel. Le but est l'étude, la construction et la réparation de matériel aérien. Ils vont tout de suite avoir du travail avec la réparation des planeurs du Service de l'aviation légère et sportive (SALS, ancêtre du SFACT).
La société Jodel ne construit pas elle-même les avions. Elle vend des licences de production à d'autres sociétés ou des liasses de plans à des constructeurs amateurs. Au total, entre Jodel et Robin, ce sont plus de sept mille avions qui ont été construits en plus de cinquante ans.

## D9 «bébé Jodel»

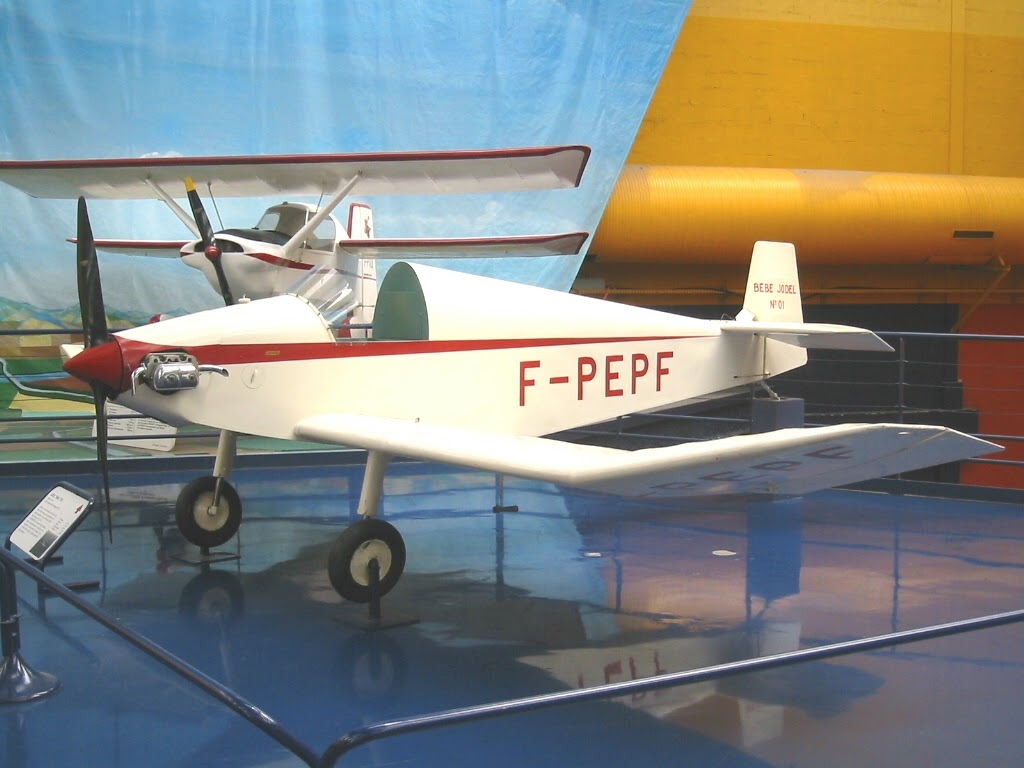
« Bébé Jodel » no 01 au musée du Bourget.

En 1947, en plus de leur travail normal, Jean Délémontez conçoit son neuvième projet. Ils se lancent dans la construction de leur premier avion qui sera donc le D9, le fameux « bébé Jodel ». C'est un monomoteur en bois et toile, monoplace à cockpit ouvert avec déjà les ailes caractéristiques de tous les Jodel, une partie centrale rectangulaire et le bout des ailes trapézoïdales qui remonte avec un fort dièdre. Le moteur sera le Poinsard de 25 ch récupéré sur le Pou-du-ciel de Joly. Il effectuera ses premiers vols, en janvier 1948.
Alors qu'ils ne l'ont construit que pour leur plaisir, ne pensant en réaliser qu'un seul exemplaire, ce petit avion va connaître un succès fort inattendu pour ses concepteurs. L'avion est robuste, de fabrication aisée et assurant de bonnes performances. Des demandes de constructeurs amateurs ne tardèrent pas à arriver. Le gouvernement français s'y intéressa également.
Ce petit avion hors du commun est devenu une référence. Il sera suivi par une impressionnante série de biplaces, triplaces, quadriplaces, etc., construits par différentes entreprises et par des constructeurs amateurs directement sur plans. Le nombre d'avions dérivés construit serait d'environ sept mille.

## D11
En 1950 arrive la première « vraie » production de la société qui sera un biplace dérivé du D9, le D11 pour répondre à une demande du gouvernement qui recherche un avion d'apprentissage pour les aéro-clubs. Le D11, comme le D9, va également être un succès, plus particulièrement ses différentes versions, le D112 avec un moteur Continental C65 de 65 ch, le D117 de 90 ch produit par la Société aéronautique normande (en) (SAN) à Bernay, le D119 de 90 ch construit par des amateurs. Le D12 était une légère modification du D11 qui donnera le D120, également de 90 ch, produit entre autres par les Avions Wassmer à Issoire. Beaucoup de ces avions volent encore aujourd'hui (en 2009).
| Type           | Moteur              | Type    | Puissance (ch) | Construction |
| -------------- | ------------------- | ------- | -------------- | ------------ |
| D11            | Salmson             | 9 ADB   | 45             | Avions Jodel |
| D111           | Minié               | 4DC32   | 75             | Avions Jodel |
| D112           | Continental         | A65     | 65             | amateur      |
| D112A          | Continental         | A65     | 65             | Wassmer      |
| D112D          | Continental         | A65     | 65             | Valladeau    |
| D112V          | Continental         | A65     | 65             | EAC          |
| D113           | Continental         | O-200 A | 100            | amateur      |
| D114           | Minié               | 4DA28   | 70             | Amateur      |
| D115           | Mathis              | 4GF60   | 75             | Amateur      |
| D116           | Salmson             | 9ADR    | 60             | Amateur      |
| D117           | Continental         | C90     | 95             | SAN          |
| D117A          | Continental         | C90     | 95             | Alpavia      |
| D118           | Walter-Micron       | II      | 61             | amateur      |
| D119           | Continental         | C90     | 95             | amateur      |
| D119D / D119DA | Continental         | C90     | 95             | Valladeau    |
| D119V          | Continental         | C90     | 95             | EAC          |
| D120           | Continental         | C90     | 95             | Wassmer      |
| D121           | Continental         | A75     | 75             | amateur      |
| D122           | Praga               | 75      |                | amateur      |
| D123           | Salmson             | AP01    | 83             | amateur      |
| D124           | Salmson             | 5AQ01   | 79             | amateur      |
| D125           | Kaiser              | K90     | 90             | amateur      |
| D126           | Continental         | A85     | 85             | amateur      |
| D127           | Continental         | A65     | 65             | EAC          |
| D128           | Continental         | C90     | 95             | EAC          |
| D11 Spécial    | Chabay-Westinghouse |         | 115            | amateur      |

| Longueur               | 6,20 m     |
| Envergure              | 8,20 m     |
| Surface alaire         | 12,70 m2   |
| Masse à vide           | 340 kg     |
| Masse maxi             | 620 kg     |
| Charge utile           | 280 kg     |
| Charge alaire          | 49 kg/m2   |
| Puissance spécifique   | 6,20 kg/ch |
| Vitesse maxi 1 000 ft  | 210 km/h   |
| Vitesse de croisière   | 190 km/h   |
| Vitesse de décrochage  | 70 km/h    |
| Taux de montée         | 4 m/s      |
| Distance franchissable | 900 km     |

## Lignée D10
En 1957, Jean Délémontez travaille avec Pierre Robin et sa société Centre-Est Aéronautique (CEA) qui s'appellera plus tard Avions Robin sur le projet tri-quadriplace D10, qui aboutira à la série des DR-100 et DR-1000 :
- le DR-100 avec le moteur Continental C90 de 90 ch ;
- le DR-1050 avec moteur Potez ou Continental O-200 de 100 ch, qui s'appellera « Sicile » pour ceux construits par la CEA, et « Ambassadeur » pour ceux de la SAN. Le nom « Sicile » vient de la course de 1964 en Sicile que l'avion piloté par Pierre Robin a brillamment gagné à la vitesse moyenne de 260 km/h (avec un moteur de 105 ch) ;
- le DR-1050M de la SAN s'appellera « Excellence » ;
- le DR-1051 avec moteur Potez 4E20 de 105 ch ;
- le DR-1052 avec moteur Potez 4E20 de 105 ch CNRA.

La série des DR-100 a évolué vers les Avions Robin DR-200, DR-300 et enfin DR-400 qui sont produits par APEX Aviation puis par Robin Aircraft.

## D140Mousquetaire

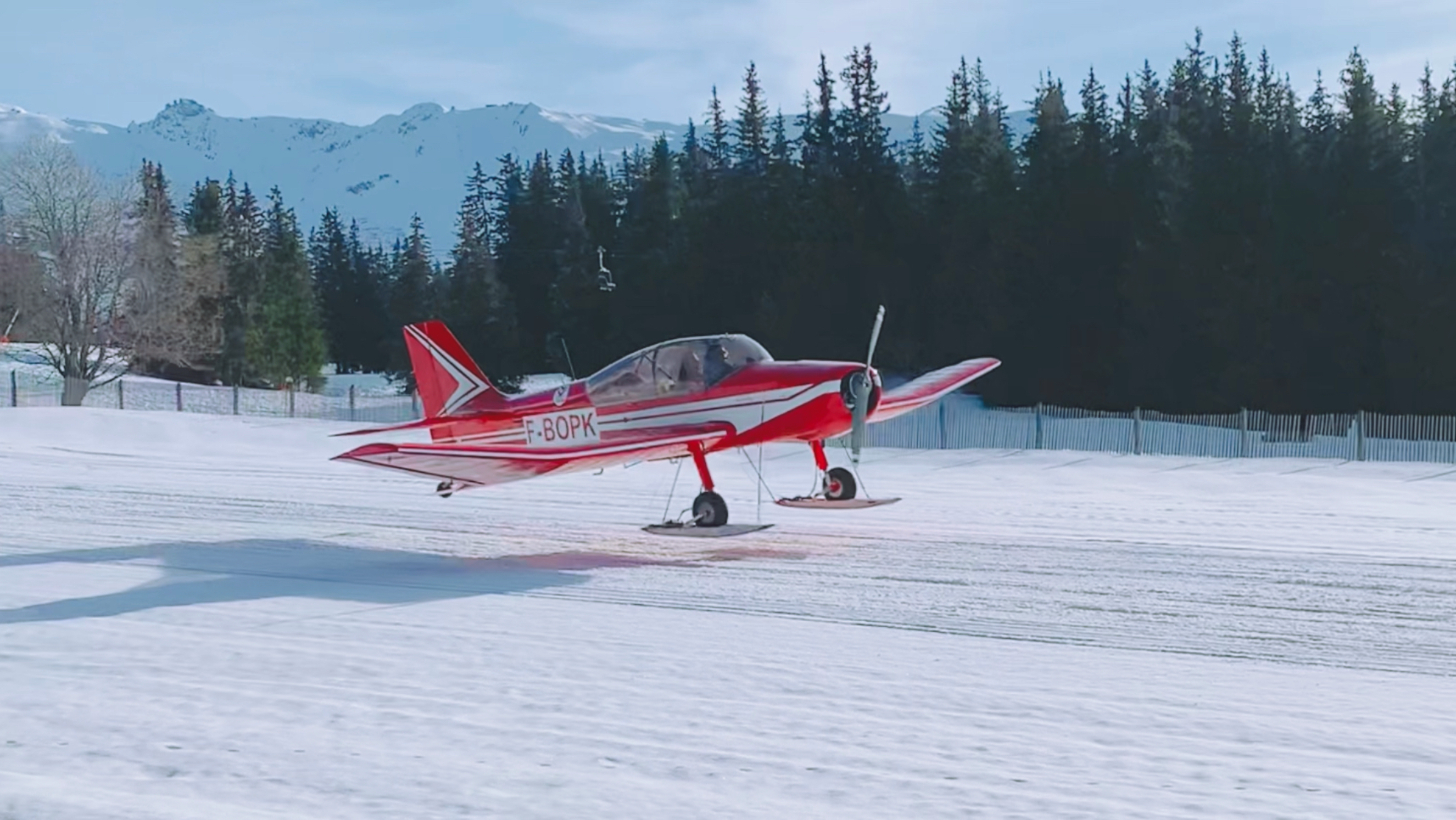
Décollage du Jodel D140R "Abeille" de l'altiport de Méribel.

En 1958, le D14 va voir le jour et donnera le D140 « Mousquetaire ». Équipé d'un moteur de 180 ch, c'est un 4/5-places, qui peut emmener une charge utile (les passagers, bagages et essence) égale à sa masse à vide, ce qui est très rare sur les monomoteurs. Cet avion léger et puissant va être rapidement adopté par les pilotes de montagne où il fait merveille encore aujourd'hui.

## D150Mascaret
En 1962, Jean Délémontez conçoit un biplace adapté au voyage, équipé d'un moteur Continental O-200A de 100 ch. Il récupère l'aile du DR100. Sa vitesse de croisière est de 200 km/h et il peut emporter 60 kg de bagages en plus de deux personnes et des pleins. Le D150 (en) se rencontre surtout au Royaume-Uni.

## D160
Le D160 était un projet ambitieux : un six-places, moteur Lycoming de 235 ch, éventuellement avec train rentrant. Mais le patron de la SAN qui devait assurer la production étant décédé, l'avion ne sera jamais produit.

## D18, D19, D20
En parallèle aux appareils construits industriellement, Jean Délémontez conçoit des avions pour la construction amateur. Il ne vend que les plans, le constructeur se procurant les matériaux de son côté ou achetant des « kits » notamment auprès de la Société aéronautique bourguignonne (SAB) tenu par son ex-gendre.
Les D18 (en) à train classique et D19 à train tricycle sont des extrapolations du D9, motorisés par un moteur d'automobile Volkswagen mis aux normes aviation.
Joly étant décédé en 1982, Délémontez pouvait prendre sa retraite. Mais après une pause, il conçoit encore en 1997 le D20, un petit DR400 biplace, motorisé par un JPX de 85 ch ou par un Rotax 912 de 80 ou 100 ch. Une version ULM suivra en 2000.

## D185, D195
Les Jodel D185 (train classique) et D195 (train tricycle) sont les versions ULM des avions Jodel D18 et D19. Des volets de courbure ont été rajoutés pour obtenir une vitesse minimale inférieure à 65 km/h (norme ULM). Le fuselage a été élargi à 108 cm au niveau du dossier du siège sinon le reste de l'appareil est identique au D18 ou D19.

## DelVion
Poussé par Jacques Vion, Jean Délémontez va se remettre à la planche à dessin, pour adapter un de ses avions à la motorisation diesel. Ce sera le Delvion, conçu à partir d'un DR-300 quadriplace.